# Francesco Magnanelli
Francesco Magnanelli, né le 12 novembre 1984 à Umbertide en Italie, est un footballeur italien ayant évolué au poste de milieu défensif. Il est le joueur le plus capé de l'histoire de l'US Sassuolo.

## Biographie
Magnanelli connaît un début de carrière difficile, mais son arrivée en 2005 à l'US Sassuolo marque le début de son épanouissement. Il devient au fur et à mesure des saisons un cadre du club et se voit confier le brassard de capitaine. L'italien est le joueur le plus capé de l'histoire du club, avec notamment plus de 400 matchs disputés en Serie A / Serie B.
Il participe à la Ligue Europa lors de la saison 2016-2017 avec l'US Sassuolo.

## Palmarès

### En club
| US Sassuolo - Championnat d'Italie D2 - Vainqueur en 2013 |